# Benevides (apelido de família)

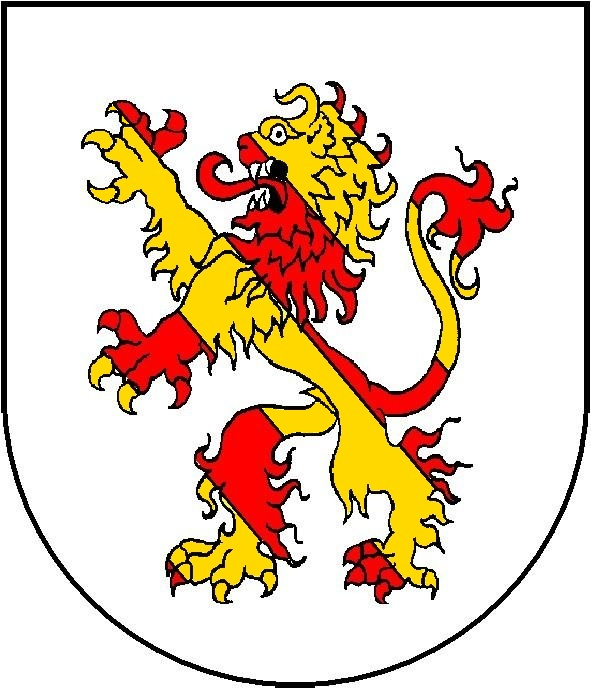
Brasão de armas da família Benevides

Benevides é um apelido de família da onomástica da língua portuguesa de origem toponímica, derivando de Benavides, na Galiza.